# Liv Kristine
Liv Kristine, celým jménem Liv Kristine Espenæs, (* 14. února 1976 Stavanger) je norská zpěvačka. Počínaje rokem 1993 působila ve skupině Theatre of Tragedy. Tu opustila po vydání pěti alb v roce 2003. Jejím manželem je německý zpěvák Alexander Krull. Spolu s ním v roce 2003 založila kapelu Leaves' Eyes, kterou opustila roku 2016. Své první sólové album nazvané Deus Ex Machina vydala v roce 1998. Později vydala několik dalších alb.